# Champions Trophy der Damen 2000
Die 8. Champions Trophy der Damen im Hockey fand vom 26. Mai bis zum 3. Juni 2000 in Amstelveen statt. Die niederländische Auswahl konnte den Titel zum zweiten Mal erlangen.

## Teilnehmer
- Australien  (Weltmeister 1998, Olympiasieger 1996 und Titelverteidiger)
- Niederlande   (Vizeweltmeister, Olympiadritter und Gastgeber)
- Deutschland  (Dritter der Weltmeisterschaft)
- Argentinien  (Vierter der Weltmeisterschaft)
- Neuseeland
- Südafrika

## Ergebnisse
| Pl. |             | Sp. | Tore | Dif. | Pkt. |                  |
| --- | ----------- | --- | ---- | ---- | ---- | ---------------- |
| 1.  | Niederlande | 5   | 10:4 | + 6  | 12   | Finale           |
| 2.  | Deutschland | 5   | 9:7  | + 2  | 10   | Finale           |
| 3.  | Australien  | 5   | 15:5 | + 10 | 9    | Spiel um Platz 3 |
| 4.  | Argentinien | 5   | 7:8  | - 1  | 7    | Spiel um Platz 3 |
| 5.  | Neuseeland  | 5   | 5:13 | - 8  | 2    | Spiel um Platz 5 |
| 6.  | Südafrika   | 5   | 6:15 | - 9  | 2    | Spiel um Platz 5 |

| 26. Mai 2000 |           |             |  |
| Deutschland  | 2:1 (0:0) | Argentinien |  |
| Neuseeland   | 1:4 (0:2) | Australien  |  |
| Südafrika    | 2:3 (1:1) | Niederlande |  |
| 27. Mai 2000 |           |             |  |
| Australien   | 3:0 (2:0) | Argentinien |  |
| Südafrika    | 1:3 (1:1) | Deutschland |  |
| 28. Mai 2000 |           |             |  |
| Niederlande  | 3:0 (2:0) | Neuseeland  |  |
| 29. Mai 2000 |           |             |  |
| Deutschland  | 2:1 (1:1) | Australien  |  |
| Südafrika    | 1:1 (1:0) | Neuseeland  |  |
| Argentinien  | 1:0 (0:0) | Niederlande |  |
| 31. Mai 2000 |           |             |  |
| Neuseeland   | 2:2 (1:1) | Deutschland |  |
| Argentinien  | 2:2 (2:0) | Südafrika   |  |
| Niederlande  | 2:1 (1:0) | Australien  |  |
| 1. Juni 2000 |           |             |  |
| Neuseeland   | 1:3 (0:2) | Argentinien |  |
| Niederlande  | 2:0 (1:0) | Deutschland |  |
| Australien   | 6:0 (3:0) | Südafrika   |  |

## Finalrunde
| 3. Juni 2000 |           |             |                  |
| Neuseeland   | 0:2 (0:1) | Südafrika   | Spiel um Platz 5 |
| Australien   | 1:0 (0:0) | Argentinien | Spiel um Platz 3 |
| Niederlande  | 3:2 (2:2) | Deutschland | FINALE           |